# Prem"jer-liha 2025-2026
La Prem"jer-liha 2025-2026, anche nota come VBET League 2025-2026 per motivi di sponsorizzazione, è la 35ª edizione della massima serie del campionato ucraino di calcio. La stagione è iniziata il 1° agosto 2025 e si concluderà il 29 maggio 2026. La Dinamo Kiev è la squadra campione in carica.

## Stagione

### Novità
Al termine della stagione 2024-2025, sono retrocesse in Perša Liha Vorskla, Livyj Bereh, Inhulec' e Čornomorec'. Al loro posto sono state promosse dalla Perša Liha 2024-2025 Epicentr, SC Poltava, Metalist 1925 e Kudrivka.

### Formato
Le sedici squadre si affrontano due volte, per un totale di trenta giornate.
La squadra prima classificata è dichiarata campione d'Ucraina ed è ammessa al terzo turno di qualificazione della UEFA Champions League 2026-2027. La vincente della Coppa d'Ucraina si qualificherà per il primo turno di qualificazione della UEFA Europa League 2026-2027.La seconda e la terza classificata partiranno dal secondo turno di qualificazione di UEFA Europa Conference League 2026-2027. Le ultime due classificate, retrocedono in Perša Liha. La terzultima e la quartultima, invece, disputano uno spareggio promozione-retrocessione contro la terza e la quarta classificata della Perša Liha 2025-2026.
Se la vincitrice della coppa nazionale dovesse piazzarsi al primo posto, la seconda classificata andrà in Europa League, mentre terza e quarta in Conference League.

## Squadre partecipanti
| Club               | Stagione | Città                  | Stagione precedente        |
| ------------------ | -------- | ---------------------- | -------------------------- |
| Dinamo Kiev        | dettagli | Kiev                   | 1º posto in Prem"jer-liha  |
| Epicentr           | dettagli | Kam"janec'-Podil's'kyj | 4º posto in Perša Liha     |
| Karpaty            | dettagli | Leopoli                | 6º posto in Prem"jer-liha  |
| Kolos Kovalivka    | dettagli | Kovalivka              | 10º posto in Prem"jer-liha |
| Kryvbas Kryvyj Rih | dettagli | Kryvyj Rih             | 5º posto in Prem"jer-liha  |
| Kudrivka           | dettagli | Kudrivka               | 4º posto in Perša Liha     |
| LNZ Čerkasy        | dettagli | Čerkasy                | 12º posto in Prem"jer-liha |
| Metalist 1925      | dettagli | Charkiv                | 3º posto in Perša Liha     |
| Obolon'            | dettagli | Kiev                   | 11º posto in Prem"jer-liha |
| Oleksandrija       | dettagli | Oleksandrija           | 2º posto in Prem"jer-liha  |
| Polіssja Žytomyr   | dettagli | Žytomyr                | 4º posto in Perša Liha     |
| Ruch L'viv         | dettagli | Leopoli                | 8º posto in Prem"jer-liha  |
| Šachtar            | dettagli | Donec'k                | 3º posto in Prem"jer-liha  |
| SC Poltava         | dettagli | Poltava                | 2º posto in Perša Liha     |
| Veres Rivne        | dettagli | Rivne                  | 9º posto in Prem"jer-liha  |
| Zorja              | dettagli | Luhans'k               | 7º posto in Prem"jer-liha  |

## Allenatori e primatisti
| Squadra            | Allenatore            | Giocatore più presente (tra parentesi il numero delle presenze) | Capocannoniere (tra parentesi il numero dei gol segnati) |
| ------------------ | --------------------- | --------------------------------------------------------------- | -------------------------------------------------------- |
| Dinamo Kiev        | Oleksandr Šovkovs'kyj |                                                                 |                                                          |
| Epicentr           | Serhij Nahornjak      |                                                                 |                                                          |
| Karpaty            | Vladyslav Lupaško     |                                                                 |                                                          |
| Kolos Kovalivka    | Ruslan Kostyšyn       |                                                                 |                                                          |
| Kryvbas Kryvyj Rih | Patrick van Leeuwen   |                                                                 |                                                          |
| Kudrivka           | Vasyl' Baranov        |                                                                 |                                                          |
| LNZ Čerkasy        | Vitalij Ponomar'ov    |                                                                 |                                                          |
| Metalist 1925      | Mladen Bartulović     |                                                                 |                                                          |
| Obolon'            | Oleksandr Antonenko   |                                                                 |                                                          |
| Oleksandrija       | Kyrylo Nesterenko     |                                                                 |                                                          |
| Polіssja Žytomyr   | Ruslan Rotan'         |                                                                 |                                                          |
| Ruch L'viv         | Ivan Fedyk            |                                                                 |                                                          |
| Šachtar            | Arda Turan            |                                                                 |                                                          |
| SC Poltava         | Pavlo Matvijčenko     |                                                                 |                                                          |
| Veres Rivne        | Oleh Šandruk          |                                                                 |                                                          |
| Zorja              | Viktor Skrypnyk       |                                                                 |                                                          |

## Classifica
|                    | Pos. | Squadra            | Pt | G | V | N | P | GF | GS | DR |
| ------------------ | ---- | ------------------ | -- | - | - | - | - | -- | -- | -- |
| Ucraina (bandiera) | 1.   | Dinamo Kiev        | 0  | 0 | 0 | 0 | 0 | 0  | 0  | 0  |
|                    | 2.   | Epicentr           | 0  | 0 | 0 | 0 | 0 | 0  | 0  | 0  |
|                    | 3.   | Karpaty            | 0  | 0 | 0 | 0 | 0 | 0  | 0  | 0  |
|                    | 4.   | Kolos Kovalivka    | 0  | 0 | 0 | 0 | 0 | 0  | 0  | 0  |
|                    | 5.   | Kryvbas Kryvyj Rih | 0  | 0 | 0 | 0 | 0 | 0  | 0  | 0  |
|                    | 6.   | Kudrivka           | 0  | 0 | 0 | 0 | 0 | 0  | 0  | 0  |
|                    | 7.   | LNZ Čerkasy        | 0  | 0 | 0 | 0 | 0 | 0  | 0  | 0  |
|                    | 8.   | Metalist 1925      | 0  | 0 | 0 | 0 | 0 | 0  | 0  | 0  |
|                    | 9.   | Obolon'            | 0  | 0 | 0 | 0 | 0 | 0  | 0  | 0  |
|                    | 10.  | Oleksandrija       | 0  | 0 | 0 | 0 | 0 | 0  | 0  | 0  |
|                    | 11.  | Polіssja Žytomyr   | 0  | 0 | 0 | 0 | 0 | 0  | 0  | 0  |
|                    | 12.  | Ruch L'viv         | 0  | 0 | 0 | 0 | 0 | 0  | 0  | 0  |
|                    | 13.  | Šachtar            | 0  | 0 | 0 | 0 | 0 | 0  | 0  | 0  |
|                    | 14.  | SC Poltava         | 0  | 0 | 0 | 0 | 0 | 0  | 0  | 0  |
|                    | 15.  | Veres Rivne        | 0  | 0 | 0 | 0 | 0 | 0  | 0  | 0  |
|                    | 16.  | Zorja              | 0  | 0 | 0 | 0 | 0 | 0  | 0  | 0  |

      Campione di Ucraina e ammessa alla UEFA Champions League 2026-2027
      Ammessa alla UEFA Europa League 2026-2027
      Ammesse alla UEFA Europa Conference League 2026-2027
 Ammessa allo spareggio promozione-retrocessione
      Retrocesse in Perša Liha 2026-2027
Tre punti per la vittoria, uno per il pareggio, zero per la sconfitta.
In caso di arrivo di due o più squadre a pari punti, la graduatoria verrà stilata secondo la classifica avulsa tra le squadre interessate.

## Risultati
Aggiornati al 15 agosto 2025
|                    | Din  | Epi  | Kar  | Kol  | Kry  | Kud  | LNZ  | Met  | Obo  | Ole  | Pol  | Ruc  | Šac  | SCP  | Ver  | Zor  |
| ------------------ | ---- | ---- | ---- | ---- | ---- | ---- | ---- | ---- | ---- | ---- | ---- | ---- | ---- | ---- | ---- | ---- |
| Dinamo Kiev        | –––– | -    | -    | -    | -    | -    | -    | -    | -    | -    | -    | -    | -    | -    | -    | -    |
| Epicentr           | -    | –––– | -    | -    | -    | -    | -    | -    | -    | -    | -    | -    | 0-1  | -    | -    | -    |
| Karpaty            | -    | -    | –––– | -    | -    | -    | -    | -    | -    | -    | 0-2  | -    | 3-3  | -    | -    | -    |
| Kolos Kovalivka    | -    | -    | -    | –––– | 2-1  | -    | -    | -    | -    | -    | -    | -    | -    | -    | -    | -    |
| Kryvbas Kryvyj Rih | -    | -    | -    | -    | –––– | -    | -    | 2-0  | -    | -    | -    | -    | -    | -    | -    | -    |
| Kudrivka           | -    | -    | -    | -    | -    | –––– | -    | -    | -    | 3-1  | -    | -    | -    | -    | -    | -    |
| LNZ Čerkasy        | -    | 1-0  | -    | -    | -    | -    | –––– | -    | -    | -    | -    | -    | -    | -    | -    | -    |
| Metalist 1925      | -    | -    | -    | -    | -    | -    | -    | –––– | 0-0  | -    | -    | -    | -    | -    | -    | -    |
| Obolon'            | -    | -    | -    | -    | -    | -    | -    | -    | –––– | 1-0  | -    | -    | -    | -    | -    | -    |
| Oleksandrija       | -    | -    | -    | -    | -    | -    | -    | -    | -    | –––– | -    | -    | -    | -    | -    | -    |
| Polіssja Žytomyr   | -    | -    | -    | 0-1  | -    | -    | -    | -    | -    | -    | –––– | -    | -    | -    | -    | -    |
| Ruch L'viv         | 1-5  | -    | -    | -    | -    | -    | -    | -    | 1-2  | -    | -    | –––– | -    | 2-1  | -    | -    |
| Šachtar            | -    | -    | -    | -    | -    | -    | -    | -    | -    | -    | -    | -    | –––– | -    | -    | -    |
| SC Poltava         | -    | -    | -    | -    | -    | -    | -    | -    | -    | -    | -    | -    | -    | –––– | 1-0  | -    |
| Veres Rivne        | 0-1  | -    | -    | -    | -    | -    | -    | -    | -    | -    | -    | -    | -    | -    | –––– | -    |
| Zorja              | -    | -    | -    | -    | -    | 2-1  | 0-0  | -    | -    | -    | -    | -    | -    | -    | -    | –––– |

## Statistiche

### Squadre

#### Capoliste solitarie
|    | —— | ——  | —— | —— | —— | —— | —— | —— | ——  | ——  | ——  | ——  | ——  | ——  | ——  | ——  | ——  | ——  | ——  | ——  | ——  | ——  | ——  | ——  | ——  | ——  | ——  | ——  | ——  | —— |  |
|    |    | Din |    |    |    |    |    |    |     |     |     |     |     |     |     |     |     |     |     |     |     |     |     |     |     |     |     |     |     |    |  |
|    |    |     |    |    |    |    |    |    |     |     |     |     |     |     |     |     |     |     |     |     |     |     |     |     |     |     |     |     |     |    |  |
|    |    |     |    |    |    |    |    |    |     |     |     |     |     |     |     |     |     |     |     |     |     |     |     |     |     |     |     |     |     |    |  |
| 1ª | 2ª | 3ª  | 4ª | 5ª | 6ª | 7ª | 8ª | 9ª | 10ª | 11ª | 12ª | 13ª | 14ª | 15ª | 16ª | 17ª | 18ª | 19ª | 20ª | 21ª | 22ª | 23ª | 24ª | 25ª | 26ª | 27ª | 28ª | 29ª | 30ª |    |  |

### Individuali

#### Classifica marcatori
| Gol |  |  | Giocatore | Squadra |
| --- |  |  | --------- | ------- |